# 新潟市立亀田中学校
新潟市立亀田中学校（にいがたしりつかめだちゅうがっこう）は、新潟県新潟市江南区城山1丁目3番5号にある日本の公立中学校。略称は、「亀中」（かめちゅう）。

## 教育目標
「豊かな心・たくましい実践」

## 沿革
（参考資料）
- 1947年4月1日 - 学制改革に伴い、「亀田町立亀田中学校」として開校。亀田小学校において授業開始。
- 1948年
  - 3月20日 - 第一回卒業証書授与式を亀田小学校にて挙行。
  - 5月21日 - 校旗樹立。
- 1950年5月21日 - 三年生新校舎に於いて授業開始。
- 1951年
  - 4月16日 - 早通分校が、早通中学校として独立する。
  - 9月10日 - 校舎第二期工事竣工。全校合同で授業開始。
- 1957年5月21日 - プール竣工
- 1964年7月11日 - 学校火災により普通教室の大半を焼失。
- 1965年6月20日 - 鉄筋3階建て管理・普通教室棟竣工。
- 1967年4月1日 - 早通中学校と統合。1984年度まで亀田町の中学校は当校のみとなる。
- 1977年11月10日 - 鉄筋3階建て特別教室棟竣工。
- 1979年9月3日 - 新プール竣工。
- 1984年4月1日 - 亀田西中学校を分離。早通小学校、亀田西小学校区に住む生徒は亀田西中に移籍。
- 1986年3月22日 - 鉄筋2階建て管理・特別教室棟竣工。
- 2005年3月21日 - 新潟市との合併により、「新潟市立亀田中学校」と改称。
- 2008年7月24日 - 体育館・武道場・ランチルーム竣工記念式典。
- 2010年
  - 3月 - 鉄筋4階建て普通教室棟新校舎竣工。
  - 7月26日 - 鉄筋3階建て管理・普通教室棟解体工事開始。
- 2011年4月28日 - テニスコート完成
- 2013年11月15日 - 日本学校体育研究連合会・文部科学省より学校体育優良校表彰
- 2015年3月6日 - 太陽光発電設備を新潟市が校舎に設置
- 2017年
  - 6月16日 - プールの全面塗装実施
  - 10月23日 - 第一期校舎大改造工事終了
  - 10月28日 - 創立70周年記念式典挙行
- 2018年10月26日 - 管理棟トイレ改修工事終了
- 2019年11月29日 - 教室エアコン工事終了
- 2020年
  - 3月24日 - 自転車小屋撤去・新設工事終了
  - 11月6日 - 管理棟大規模改造工事終了

## 校歌
- 「新潟市立亀田中学校校歌」作詞：浅井十三郎 作曲：山田常三[1]
  - ホームページ上では、4番の歌詞が何らかの理由で「校風きよし」という詩で途切れているが、本当はその後に「築く明日の礎に」という詩が存在する[2]。